# Helicteres semitriloba
Helicteres semitriloba är en malvaväxtart som beskrevs av Bert. och Dc.. Helicteres semitriloba ingår i släktet Helicteres och familjen malvaväxter. Inga underarter finns listade i Catalogue of Life.